# Sussey
Sussey település Franciaországban, Côte-d’Or megyében. Lakosainak száma 244 fő (2022. január 1.). Sussey Thoisy-la-Berchère, Diancey, Allerey, Beurey-Bauguay, Censerey, Liernais és Marcilly-Ogny községekkel határos.

## Népesség
A település népessége az elmúlt években az alábbi módon változott:
| Lakosok száma | 359  | 315  | 250  | 243  | 269  | 264  | 248  | 241  | 239  | 244  |
|               | 1968 | 1982 | 1990 | 2006 | 2013 | 2015 | 2017 | 2019 | 2020 | 2022 |